# Ginger & Rosa
Ginger & Rosa è un film del 2012 diretto da Sally Potter.
Il film, con protagonisti Christina Hendricks, Elle Fanning, Annette Bening, è stato presentato all'edizione 2012 del Toronto International Film Festival.

## Trama
Londra, 1962. Ginger e Rosa, due adolescenti nate il giorno del lancio della bomba atomica a Hiroshima e cresciute con la paura del nucleare, vivono sulla loro pelle i primi effetti della rivoluzione sessuale in corso. Amiche inseparabili da sempre, marinano la scuola, discutono di politica e religione e, soprattutto, sognano di avere un destino meno frustrato delle loro madri casalinghe. Quando però Rosa si innamora di Roland, il padre di Ginger, la loro amicizia va in frantumi. Il mondo è minacciato dalla Guerra fredda che raggiunge il culmine con la crisi dei missili cubani e Ginger, rimasta improvvisamente sola a combattere contro la deflagrazione della sua famiglia, diventa una fervente attivista del movimento pacifista "Ban the Bomb" mentre Rosa cade vittima delle sue stesse ossessioni sessuali e religiose.

## Promozione
Il 10 settembre 2012 è stato diffuso online il primo trailer del film.

## Distribuzione
Il film è stato distribuito nelle sale britanniche il 19 ottobre 2012.